# Josep Maria Bosch i Aymerich
Josep Maria Bosch i Aymerich (Girona, 1917 - Barcelona, 16 de febrer de 2015) va ésser un enginyer industrial, arquitecte i empresari català. Propietari del grup immobiliari Levitt Bosch Aymerich, incidí en la decisió d'ubicar a Barcelona la primera fàbrica de la Seat i la fundació de l'Institut d'Estudis Nord-americans i creà Masella.
A través de la seva fundació promovia activitats culturals i socials, i especialment les vinculades amb l'arquitectura i l'urbanisme. El 1956 guanyà el gran premi d'arquitectura de la Tercera Biennal Hispanoamericana d'Art. El Govern de Catalunya li concedí la Creu de Sant Jordi el 2013.

## Biografia
Va néixer a Girona el 18 de setembre de 1917, fill d'un advocat dedicat a la indústria minera i d'una pubilla de Castelló d'Empuries. La seva infància es va veure truncada per la mort del seu pare i el seu germà Ramon a les mans dels milicians de la FAI a la Guerra Civil. Es va graduar en Enginyeria Industrial amb premi nacional fi de carrera a Barcelona.
L'any 1944 recala a l'Instituto Nacional de Industria espanyol (INI) i es enviat com a delegat de l'Institut als Estats Units, on decideix realitzar un màster a l'Institut Tecnològic de Massachusetts (MIT), essent el primer espanyol en obtenir-ne un títol i on va assistir a les classes magistrals que impartien arquitectes de la talla d'Alvar Aalto, Le Corbusier o Walter Gropius.
Al seu retorn dels Estats Units, obté el doctorat en Enginyeria i en Arquitectura. i guanya per concurs el lloc de director tècnic industrial de la Zona Franca de Barcelona, va incidir en la decisió d'ubicar a Barcelona la primera fàbrica de la SEAT, malgrat l'oposició de l'aleshores director general de l'empresa, l'enginyer José Ortiz Echagüe, que era partidari de portar la fàbrica a Bilbao.
Conjuntament amb el doctor José María Poal, va fundar l'Institut d'Estudis Nord-americans l'any 1951.
El 1953 Espanya va signar un acord amb els Estats Units que posava fi a l'aïllament internacional del règim franquista i que permetia l'establiment de bases aèries a la Península. Ell es va encarregar del seu disseny i el seu estudi d'arquitecte i enginyer va passar a comptar amb tres-cents col·laboradors. Arran dels seus contactes als Estats Units va invertir en la Planning Research Corporation, encarregada de la construcció de ciutats petrolíferes a l'Orient Mitjà. L'any 1956 va projectar un gratacel de 40 plantes per al triangle de la Plaça de Catalunya de Barcelona i malgrat que va obtenir varis premis, no es va arribar a materialitzar a causa de la polèmica que va generar i l'oposició de l'Ajuntament de Barcelona. També va presentar un projecte per al túnel de Vallvidrera, que si bé el seu en concret no va guanyar, va ajudar a que més endavant es dugués a terme.
Durant la dècada de 1970, va aixecar una urbanització als afores de Madrid a La Moraleja (Alcobendas) que replicava el que s'ha après de William Levitt, inspirador del concepte urbanístic 'suburb', i amb el que es va associar per crear una subsidiària de Levitt & Sons, el Grup Levitt-Bosch Aymerich. el 1967 va crear l'estació d'esquí de Masella, que, juntament amb diversos hotels i propietats immobiliàries, controlava a través de la branca turística del Grup Levitt-Bosch Aymerich; aquesta empresa ha construït més de 5000 habitatges i a data de 2013 presentava una activitat immobiliària important a Manchester i en Londres. Bosch va ser conseller de l'asseguradora Catalana Occident i de Banc de Madrid i va arribar a dirigir vàries empreses tant a Espanya com a l'estranger.
L'any 1996 va crear la Fundació Bosch Aymerich per promoure activitats culturals i socials, especialment les vinculades amb l'arquitectura i l'urbanisme. Va ser president del senat del Cercle Eqüestre de Barcelona del 2004 al 2013 i des de 2011 president honorífic vitalici.
El 2013, el seu nom va aparèixer a la llista Falciani, si bé ja havia regularitzat la seva situació voluntàriament amb Hisenda l'any 2010. El mateix any, el Govern de Catalunya li va concedir la Creu de Sant Jordi per « la seva contribució a l'economia, singularment en els sectors turístic i immobiliari »; tot i la polèmica, no es va trobar cap fet delictiu i l'executiu va decidir no retirar-li.
Va morir al seu domicili del carrer Passeig de Gràcia a Barcelona el 16 de febrer de 2015 als 97 anys sense descendència, de manera que el seu llegat passa a la Fundació Bosch Aymerich. El grup Bosch Aymerich va passar a ser dirigit per Andrés Escarpenter, nebot de la seva esposa Rosa Escarpenter Fargas (morta en 2011) fins a gener de 2016. Des de febrer de 2016, el grup d'empreses Bosch Aymerich es dirigeix a través d'un Consell d'Administració el president del qual és actualment el Sr. Àngel Sáez.

## Obres
- Hoechst Ibèrica (Barcelona)[12]
- Institut d'Estudis Nord-americans (Barcelona)[12]
- Hotel Cap Sa Sal (Begur)[12]
- Clínica Puerta de Hierro (Madrid)[12]
- Banco de Madrid (Madrid)[12]
- Teatre Marquina (Madrid)[12]